# Shin'ichi Fukuda
Shin'ichi Fukuda (福田晋一?; ...) è una fumettista giapponese.
È nota soprattutto per essere l'autrice di My Dress-Up Darling.

## Biografia
Cosa non troppo rara tra i mangaka giapponesi, Shin'ichi Fukuda non ha mai rivelato informazioni personali e non è mai apparsa pubblicamente agli eventi legati alle sue opere. Anche il suo nome potrebbe essere uno pseudonimo. 
Nel 2006 ha vinto il 23º premio di incoraggiamento al concorso manga per principianti Kadokawa Ace. Dopo aver pubblicato diversi one-shot sulla rivista Monthly Shonen Ace di Kadokawa Shoten, ha fatto il suo debutto seriale nel 2009 con il manga Shibaraku. 
Nel 2011 Momoiro Meloik è stato pubblicato come one-shot e successivamente serializzato sulla rivista Young King di Shonen Gahosha, dal 2012 al 2016.
Nel 2018 Shin'ichi Fukuda ha iniziato a scrivere My Dress-Up Darling, una commedia romantica incentrata sul mondo del cosplay, che è stata pubblicata sulla rivista online Young Gangan di Square Enix che si è rivelata da subito un successo commerciale e mediato. Nel 2020 la serie ha infatti vinto l'Electronic Comics Prize di Comic Seymour e ad aprile 2021 erano state vendute più di 2,5 milioni di copie del manga, che hanno superato i 10 milioni nell'autunno 2023. Nel 2022 è stata prodotta una serie televisiva anime, che ha contribuito considerevolmente alle vendite del manga e ha fatto conoscere l'opera e l'autrice a livello globale.

## Riconoscimenti
Nel 2006 ha vinto il 23º Premio di incoraggiamento al concorso manga per principianti Kadokawa Ace, anche noto come Kadokawa Ace Newcomer Manga Award.
Nel 2020 ha vinto l'Electronic Comics Prize di Comic Seymour per My Dress-Up Darling.

## Opere

### Serializzate
- Shibaraku (シバラク?), (2009–2011), 2 volumi[10]
- Momoiro Meloik (桃色メロイック?, Momoiro meloikku) (2012–2019), 10 volumi[11]
- My Dress-Up Darling (その着せ替え人形は恋をする?, Sono Bisque Doll wa koi o suru) (2018–2025)

### One shot
- Uwabami Emaki (うわばみ絵巻?, uwaba mi emaki) Monthly Shōnen Ace (marzo 2007)
- Totsugeki ichiban! Ramenko-chan (突撃一番!ラー麺子ちゃん?) Monthly Shōnen Ace (dicembre 2007)
- Saitō hādokoamacchi (斉藤ハードコアマッチ?) Monthly Shōnen Ace (luglio 2008)
- Hebimecha Blues (ヘビメカブルース?, hebimekaburūsu) Monthly Shōnen Ace (marzo 2009)
- Nagato Yuki no nyūmon (長門有希の入門?) inserita nell'antologia Haruhi Suzumiya's Contest (2009) ISBN 978-4-04-715226-7
- Manatsu no kettō (真夏の決闘?) inserita nell'antologia samāwōzu kōshiki komikku (2010) ISBN 978-4-04-715480-3
- Koīro Biyori (コイイロビヨリ?, koīrobiyori) Young Gangan (nr. 2, 2015)
- Towairaitoerā (トワイライトエラー?) Young Gangan (nr. 10, 2017)